# Sloup Nejsvětější Trojice (Horní Slavkov)
Sloup Nejsvětější Trojice (rovněž Morový sloup) je barokní sochařské dílo v historické části Horního Slavkova v okrese Sokolov v Karlovarském kraji. Od roku 1963 je chráněn jako kulturní památka.

## Historie

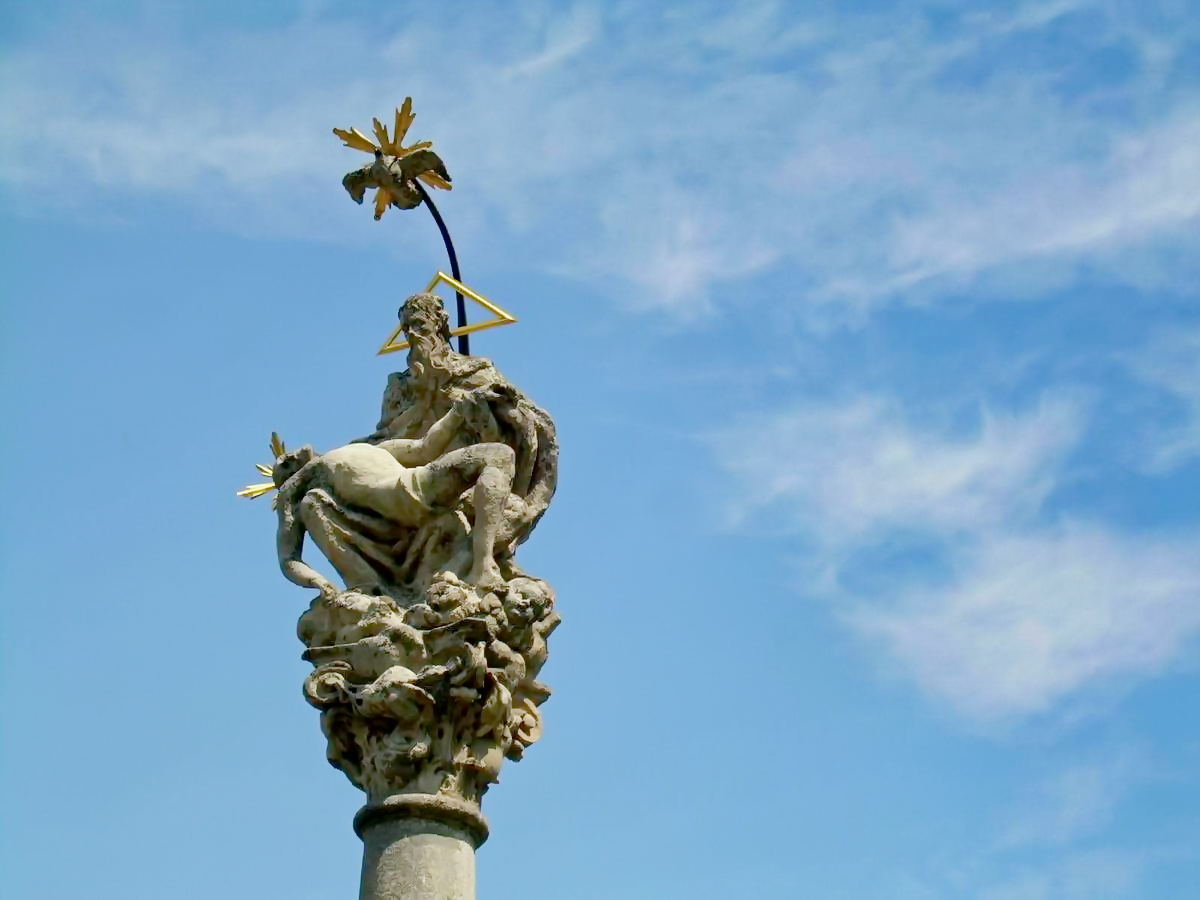
Sousoší na vrcholu sloupu

Sloup od neznámého autora byl postaven okolo roku 1770. V Uměleckých památkách Čech A/J je uvedena datace vzniku kolem roku 1700. Údajně byl sloup vytvořen na památku velké morové rány z let 1582–1584. Stojí ve svahu v Kostelní ulici u cesty ke kostelu svatého Jiří pod zaniklou latinskou školou, ve které se zde vyučovalo v letech 1554–1624, později sloužila jako starobinec a roku 1979 byla stržena. Ve výtvarné podobě se sloup Nejsvětější Trojice objevuje poprvé v roce 1739 na rytině hornoslavkovského kostela od místního malíře Eliáše Dollhopfa.
Do současné podoby byl sloup zrestaurován v roce 1936. V následujícím období proběhly opravy v letech 1959, 1977, 1994 a 1997. Osazení repliky kovového zábradlí s vrátky a obnova stupňovité podstavy byly provedeny v roce 1997.

## Popis
Sochařské dílo je postaveno ve svahu a k vyrovnání svažitého terénu slouží základna se třemi žulovými stupni čtvercového půdorysu. Na kamenné základně oplocenou replikou kovového plotu stojí 1,3 metrů vysoký hranolový sokl z pískovce s profilovanou patkou a profilovanou římsovou deskou. V mělkých rámcích na stěnách soklu se nacházejí značně degradované reliéfy svatého Floriána, svatého Jiří, svatého Rocha a svatého Šebestiána. Na soklu je vztyčen žulový sloup s korintskou hlavicí. Na vrcholu sloupu a na hlavičkách andílků je posazena plastika Nejsvětější Trojice typu Pieta Páně (Pietas Domini), zhotovená z tzv. mušlového vápence. Bůh Otec drží v náručí bezvládné tělo Bolestného Krista, nad nimi se vznáší Duch svatý.